# هاملن
هاملن شهری در جنوب غرب ایالت نیدرزاکسن آلمان است. این شهر به خطوط راه‌آهن آلمان متصل است و همچنین رود وزر از این شهر می‌گذرد. این شهر دارای یک فرودگاه داخلی نیز است.